# Навплій
На́вплій (грец. Ναύπλιος) — 1) міфічний аргоський мореплавець, син Посейдона, батько Прета й Дамастора; епонім міста Навплії; 2) евбейський владар, чоловік Клімени (варіант: Філіри або Гесіони), батько Паламеда, якого під час облоги Трої за намовою Одіссея звинуватили в зраді й убили. Навплієві не вдалося захистити честь сина і він почав мститись ахейцям. Намовляв жінок героїв, які воювали під Троєю, зраджувати чоловіків; коли ахейці поверталися з-під Трої додому, Н. засвітив фальшивий маяк, через що багато кораблів розбилося.